# Matylda Waldecko-Pyrmontská
Matylda Waldecko-Pyrmontská (10. dubna 1801 – 13. dubna 1825) byla waldecko-pyrmontská princezna a sňatkem württemberská vévodkyně.

## Život
Narodila se v Rhodenu jako desáté dítě a čtvrtá dcera Jiřího I. Waldecko-Pyrmontského a jeho manželky Augusty Schwarzbursko-Sonderhausenské. 21. ledna 1817 se provdala za vévodu Evžena Württemberského. Narodily se jim tři děti:
- 1. Marie Württemberská (25. 3. 1818 Pokój – 10. 4. 1888 Philippsthal)[1][2]
⚭ 1845 Karel II. Hesensko-Philippsthalský (22. 5. 1803 Philippsthal – 12. 2. 1868 tamtéž), lankrabě hesensko-philippsthalský v letech 1849–1866, poté už pouze titulárně[3]
- 2. Evžen Württemberský (25. 12. 1820 Pokój – 8. 1. 1875 tamtéž)[4]
⚭ 1843 Matylda ze Schaumburg-Lippe (11. 9. 1818 Bückeburg – 14. 8. 1891 Pokój)[5]
- 3. Vilém Alexandr Württemberský (13. 4. 1825 Pokój – 15. 4. 1825 tamtéž)[6]

Vévodkyně Matylda zemřela při těžkém porodu tři dny po svých čtyřiadvacátých narozeninách. Chlapec, kterého porodila zemřel o dva dny později. V září 1827 se vévoda Evžen oženil s Helenou Hohenlohe-Langenburskou, která mu porodila další čtyři potomky.